# ひなた睦月
ひなた 睦月（ひなた むつき）は、日本のイラストレーター・原画家である。千葉県君津市出身、埼玉県在住。

## 概要
2004年に「F&C」の一ブランドである「DreamSoft」に入社し、2005年に同ブランドより発売された『おねたま 〜ボクとお姉ちゃんと狐の湯〜』で原画デビューを果たす。2006年にF&Cの関連会社である「FC-G株式会社」に入社し、2008年に退社してフリーとなった以降も、主に『Piaキャロットへようこそ!!シリーズ』の原画を担当した。2008年から、富士見書房刊の『H+P -ひめぱら-』の挿絵を担当している。
ひなた睦月というペンネームは、高校生の時に愛読していた『ラブひな』に登場するキャラクターの名前と、好みだった旧暦に由来している。

## 主な作品

### 原画
メイン原画
- おねたま 〜ボクとお姉ちゃんと狐の湯〜（DreamSoft、2005年）[2]
- Piaキャロットへようこそ!!G.O. 〜グランド・オープン〜（カクテル・ソフト、2006年）[2]
- ぴあきゃろG.O. TOYBOX 〜サマーフェア〜（カクテル・ソフト、2006年）[2]
- 赤いCanvasシリーズ なでしこ 〜朱色のらせん〜（F&C FC01、2007年）[2]
- ぴあ雀（カクテル・ソフト、2007年）[2]
- ぴあきゃろG.O. TOYBOX2 〜スプリングフェア〜（カクテル・ソフト、2007年）[2]
- Piaキャロットへようこそ!!G.O.SE（カクテル・ソフト、2008年）[2]
- ぴあきゃろG.P.FD（カクテル・ソフト、2008年）[2][3]
- Canvas3 〜白銀のポートレート〜（F&C FC01、2009年）[2]
- マジスキ 〜Marginal Skip〜（MOONSTONE、2009年）[2]
- はるかぜどりに、とまりぎを。 2nd Story 〜月の扉と海の欠片〜（SkyFish、2010年）[4]
- Cure Mate Club（あてゅ・わぁくす、2010年）[5]
- よついろ★パッショナート!（SkyFish、2010年）[6]
- 虹翼のソレイユ -VII's World-（SkyFish、2012年）[7]
- 波間の国のファウスト（bitterdrop、2012年）[8]
- ガーディアン☆プレイス 〜ドエスの妹と3人の嫁〜（SkyFish、2013年）[9]
- Bunny☆Trap（SkyFish poco、2013年）[10]
- Puppy☆Lady（SkyFish poco、2013年）[11]

SD原画
- 九十九の奏〜欠け月の夜想曲〜（SkyFish、2012年）[12]
- キミへ贈る、ソラの花（Cabbit、2012年）[13]
- にゃんカフェマキアート 〜猫がいるカフェのえっち事情〜（SkyFish poco、2013年）[14]
- らぶ♥らぶ♥らいふ 〜お嬢様７人とラブラブハーレム生活〜（SkyFish & Cabbit、2014年）[15]
- 鍵を隠したカゴのトリ（Cabbit、2019年）

### 挿絵
- H+P -ひめぱら-（風見周著／富士見書房）[2]
- ディーは人型魔装具です。（淺沼広太著／MF文庫J）[16]
- I=P -いちゃぱに-（春日秋人著／富士見書房）[17]